# BAR諸行無常
BAR諸行無常（バーしょぎょうむじょう）とはウェブサイトnoteで配信されているレ・ロマネスクのメインボーカルTOBIの音声コンテンツである。ソーシャルディスタンス・バーというコンセプトでパーソナリティーであるTOBIがバーのマスターやバーにやって来る人物として各コーナーごとにキャラクターを演じ分ける。フリートークでは映画や音楽など取り上げる作品は幅広い。コーナーによってはリスナーからのメッセージを読んだり、ラジオドラマのような一人芝居もある。配信毎のサブタイトルになるカクテルはリスナーからのリクエストを受付けている。バーのアルバイト役は神谷圭介（テニスコート）。構成作家は玉田真也（玉田企画）。

## 概要
- 配信サイト：note
- noteアカウント：BAR諸行無常　barshogyo
- 配信形式：ダウンロード
- フォーマット：MP3
- 配信開始：2020年5月3日（土）
- 配信日：毎週土曜日
- パーソナリティー：レ・ロマネスクTOBI
- アシスタント：神谷圭介（テニスコート）
- 構成作家：玉田真也（玉田企画）
- BGM："対話TAIWA”（渡邊恭一、加治雄太）

## キャラクターおよびコーナー
レ・ロマネスクTOBI
- トビーマスター - 番組のパーソナリティー。バーのマスターという設定でフリートークのコーナーがメイン。様々な時代の映画、音楽、書籍、テレビ番組などについて語る。
- 大江エンイ - リクエストされた曲を母音だけで表現する母音ながし。
- イヤシさん - バーの常連客、フランス帰りの謎の人物。いつもサヴァサンドとシャンパーニュを注文する。口癖は「シュー」。
- ３年TOBI組 - トビーマスターが３年B組金八先生について語るコーナー。
- 渋川さん - 突然バーに来て古典落語にでてくるような売り口上をする。
- タニイラさん - ヒバゴンの4番目の発見者。広島弁で話す。
- ムショ帰りの小川ユスロウ - 刑務所暮らしが長いためお酒が飲めない体になったのにBAR諸行無常に来て牛乳を注文する客。刑務所に差し入れできるものについて語る。
- 心霊アドバイザーコンサルティングプランナー高山悟 - 心霊現象や怪奇現象の相談を取り扱っている。
- クサバノカゲヤヨイ - もし、国民栄誉賞をもらったらその瞬間を防犯カメラしか捉えてないかもしれないのでカメラの写りを気にしてる女性。
- ベツタロウとヤクジロウ - ベツタロウとヤクジロウという兄弟がシュールな会話をする。
- 小県小次郎 （ちいさがたこじろう）- 24歳と偽ってバーに来た中学2年生。

- 沼袋晋作-バーに来た女性（16杯目ゲスト：櫻井紗季）を口説こうとして失敗する慶徳大の学生。

- 漫才コンビ杉並家（父親）- BAR 諸行無常に営業に来ようとしてバイトの神谷くんにネタ見せしたが断られる親子漫才コンビ「杉並家」の父親。息子（20杯目ゲスト：永田崇人）の辛辣な物言いにやんわりとツッコむのが持ち味だが逆に神谷くんの癇に障る。

- 姉妹店　スナック溝のCM - BAR諸行無常の姉妹店という設定で番組の途中で流れる架空CM。

神谷圭介（テニスコート）
- アルバイトの神谷くん - バーのアルバイトという設定で主にトビーマスターと大江エンイとイヤシのツッコミ役。

櫻井紗季(東京パフォーマンスドール) ：16杯目、30杯目、31杯目ゲスト
- バーに来た女性-女性を口説こうとする。沼袋晋作に対して偏見に満ちた評価をする。（16杯目）
- バーに来た女性-恋人と来店していた心霊現象の話が好きな女性。（30杯目）

永田崇人：20杯目ゲスト
- 漫才コンビ杉並家（息子）-BAR 諸行無常に営業に来ようとしてバイトの神谷くんにネタ見せしたが断られる親子漫才コンビ「杉並家」の息子。ツービートを尊敬しているので辛辣な物言いをする。

安田啓人：30杯目、31杯目ゲスト
- バーに来た男性-恋人と来店していた心霊現象の話が苦手な男性。（30杯目）